# Falagria dissecta
Falagria dissecta är en skalbaggsart som beskrevs av Wilhelm Ferdinand Erichson 1840. Falagria dissecta ingår i släktet Falagria och familjen kortvingar. Inga underarter finns listade i Catalogue of Life.